# 杂色乳牛肝菌酸甲酯
杂色乳牛肝菌酸甲酯是一种有机化合物，化学式C19H14O9，存在于牛肝菌中，为橙红色色素。